# Kada Elek

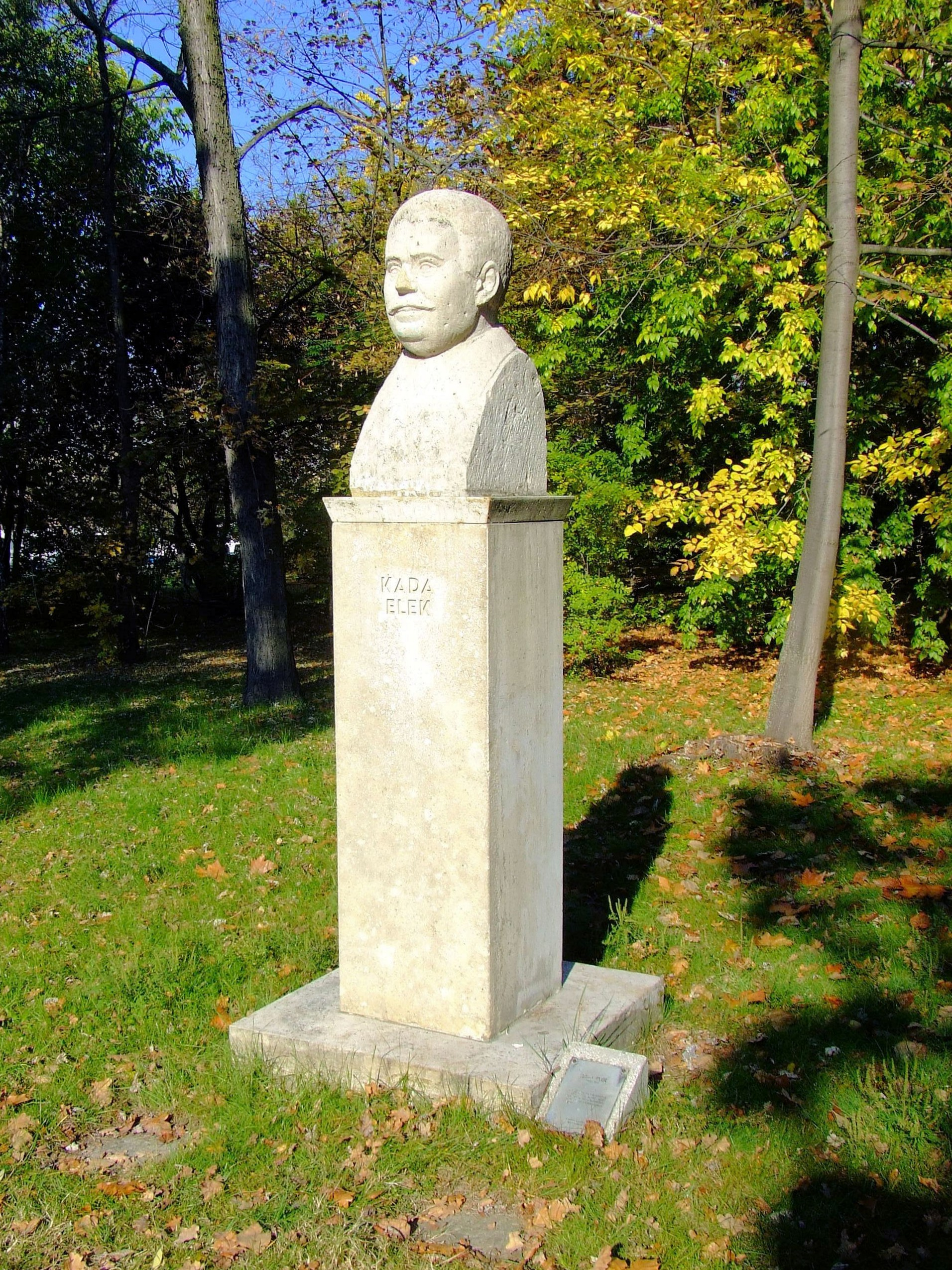
Kada Elek szobra Kecskeméten

Kada Elek (Kecskemét, 1852. május 2. – Kecskemét, 1913. június 24.) magyar ügyvéd, Kecskemét város polgármestere 1897 és 1913 között.

## Életpályája
Édesapja, Kada Endre (1824-1873), köztiszteletben álló orvos volt. Anyja, tordai Zákos Ágnes (1832-1862) úrnő volt. A középiskolát szülővárosában a Római Katolikus Főgimnáziumban végezte. Az érettségi után jogi tanulmányokat folytatott a kecskeméti és a pozsonyi jogakadémián. A diploma megszerzése után fogalmazóként Pesten kezdett el dolgozni, ám 1875-ben, a szakvizsga megszerzése után visszaköltözött Kecskemétre, ahol praktizáló ügyvédként dolgozott. 1876-ban házasságot kötött Ferenczy Augusztával, aki unokahúga volt Erzsébet királyné társalkodónőjének, Ferenczy Idának.

### Országgyűlési képviselőként
1875-től kezdve folyamatosan jelen volt a helyi politikában vezetésével szerveződött újjá a 48-as Függetlenségi Párt. Következetes munkájának eredményeként a törvényhatóságban pártja többségre jutott. 1878-tól Kecskemét II. sz. választókörzetének országgyűlési képviselője lett, ami rendkívüli sikert jelentett pártja számámára, hiszen ő volt a város első függetlenségi képviselője. 1881-ben újraválasztották, kettős sikereket ért el pártja a választásokon, hiszen az I. számú választókörzetben is függetlenségi képviselő nyert: Szilády Lajos. 1897-ben a törvényhatóság egyhangúlag polgármesternek választotta meg Kada Eleket. A város addig soha nem látott fejlődésnek indult. Kada Elek polgármestersége alatt nyeri el Kecskemét városias jellegét, a „Magyar Ugar” elleni harc éllovasa volt.

### Polgármesterként

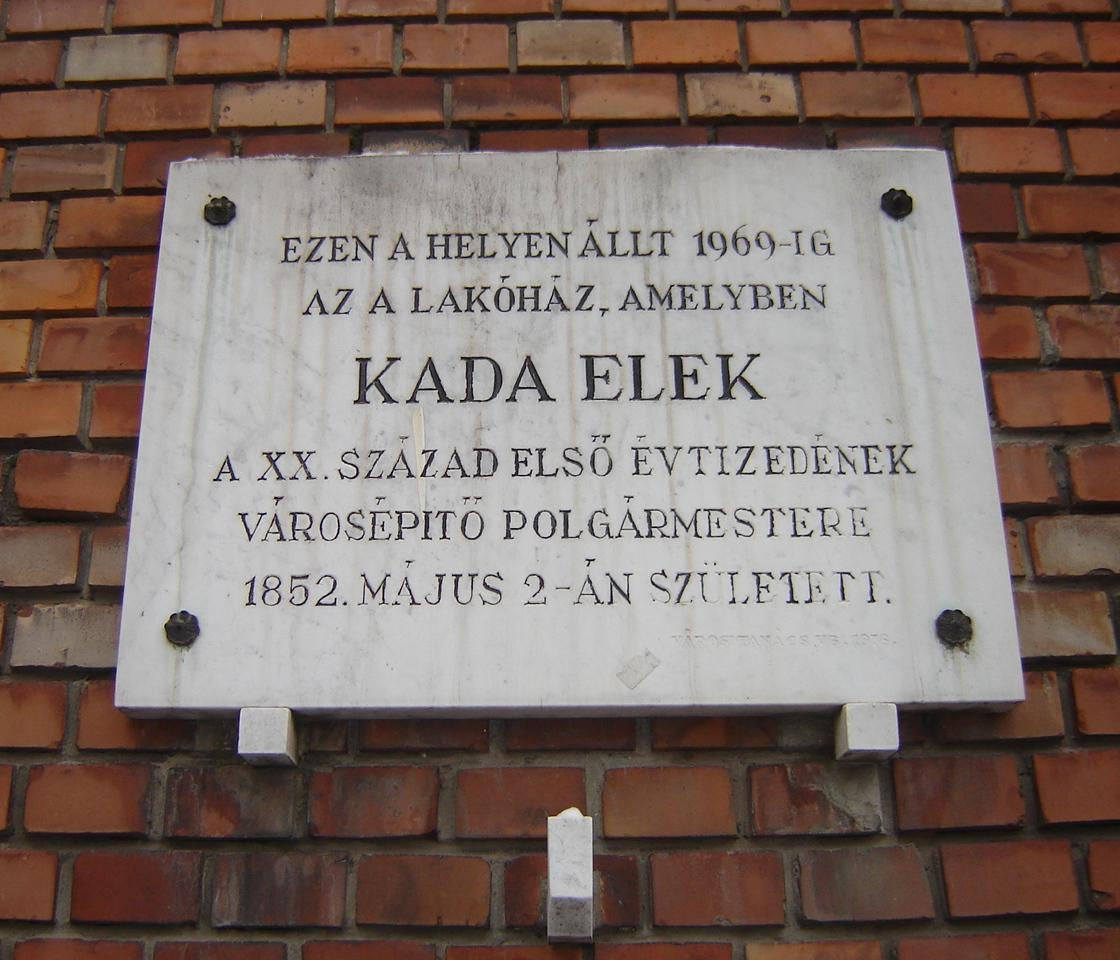
Kada Elek emléktáblája a szülőháza helyén álló épület falán

- A legfontosabb feladata a város pénzügyi helyzetének stabilizálása volt. Fekete István alpolgármester segítségével sikerült Kecskemét város bevételeit évi 80.00 koronáról 200 000 koronára emelnie
- Új birtokpolitikát vezetett be: a város pusztaszeri birtokait eladta, s Kecskemét környékén vásárolt újabbakat
- Új településeket hozott létre: Árpádszállás, Alsómonostor, Hetény, Kadafalva, Szikra
- Az egykor falusias jellegű települést valódi várossá változtatta  a villanyvezeték, vízvezeték és csatorna kiépíttetésével. Kialakíttatta a város ma is méltán népszerű sétányát, a Rákóczi utat.
- A város szecessziós képének kialakításában is nagy szerepe volt. Az ő polgármesterségének ideje alatt épült meg a Mende Valér tervezte Újkollégium, a Luther-palota, és a Márkus Géza tervezte Cifrapalota. 1906-ban avatták fel Telcs Ede által készített Kossuth Lajos szobrot.
- Megkezdte Kecskemét és környékének régészeti feltárását, s az előkerült leletekből hozta létre a Városi Múzeumot. Emellett hozzálátott a városi könyvtár, zenei iskola és városi mozgóképszínház építtetésének is.
- 1910-ben felsőkereskedelmi iskolát hozott létre a város segítségével, amely ma az ő nevét viseli
- 1911-ben mint polgármester, alapítója volt a kecskeméti művésztelepnek
- Városi tébolyda, siketnéma intézet, számtalan falusi iskola alapítása köthető nevéhez.
- Polgármestersége idején kezdték el építeni a vasúti pályaudvart, de ennek befejezését már nem érhette meg. 1912-ben szélütés érte, amelyből sikerült még felépülnie, azonban 1913. június 22-én a legyengült szervezetet újabb agyvérzés érte, amelynek következtében 1913. június 24-én meghalt.

## Publikációi, regényei, színművei
- A vasutak keletkezése, fejlődés és üzeme (1891)
- A darázs mérge c. regény (1893) Online
- Magyar Történelmi album a nép számára (1895)
- Gátéri (kun-kisszállási) temető a régibb középkorból. Archaeologiai Értesítő (1905-1908)
- Helyre asszony c. népszínmű (1906)
- Tárogató c. színmű (1909)

## Emlékezete Kecskeméten
- Kada Elek utca
- Kada Elek Közgazdasági Szakközépiskola Archiválva 2010. február 24-i dátummal a Wayback Machine-ben
- Kadafalva
- Kada Elek-díj